# Церква святого апостола Івана Богослова (Кудобинці)
Церква святого апостола Івана Богослова в Кудобинцях — парафія і храм греко-католицької громади Озернянського деканату Тернопільсько-Зборівської архієпархії Української греко-католицької церкви в селі Кудобинці Тернопільського району Тернопільської области.

## Історія церкви
Парафія стала самостійною в лоні Української Греко-Католицької Церкви у 1929 році, коли збудували храм. У 1993 році церкву відновили за пожертви вірян.
До 1946 року парафія і храм належали УГКЦ. З 1946 до 1962 року вони були в юрисдикції РПЦ. У період з 1962 до 1988 року церкву закрили, і парафіяни відвідували богослужіння в храмах сусідніх сіл. У 1988–1991 роках парафія і храм знову перебували в підпорядкуванні РПЦ. У 1991 році парафія розділилася на дві конфесії: УГКЦ та УАПЦ (яка пізніше перейшла до ПЦУ).
У травні 2008 року єпископську візитацію парафії здійснив владика Василій Семенюк.
При парафії діє спільнота «Матері в молитві».

## Парохи
- о. Іван Кондрат (до 1946),
- о. Богдан Стойко,
- о. Євген Костів (1991),
- о. Юрій Ковалик (з грудня 1991).